# Іларіон Великий
Іларіон Великий (291, Палестина — 371, Кіпр) — відлюдник, анахорет, ранньо-християнський святий та чудотворець.
Святий Іларіон Великий народився 291 року поблизу міста Гази в Палестині. Охрестившись у 15 років, жив зі св. Антонієм два місяці в пустелі. Після смерті батьків роздав успадкований маєток убогим, а сам 307 року повернувся в пустелю неподалік міста Маюма. За почином Іларіона постав у Палестині перший монастир і, таким чином, він став батьком чернецтва в цьому краї.

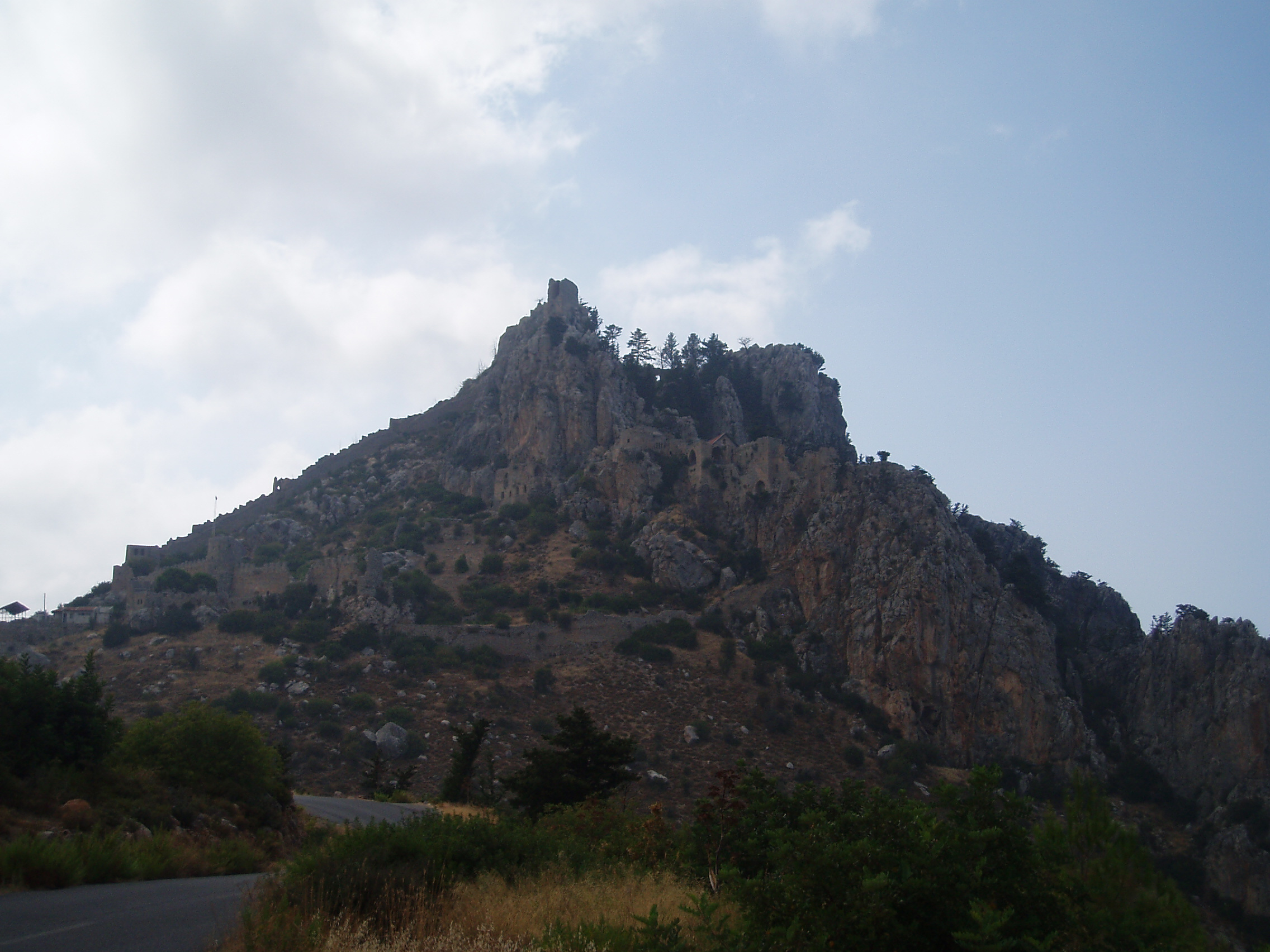
Замок Святого Іларіона, Північний Кіпр

Коли Іларіонові виповнилося 65 років, він помандрував до Єгипту, де оселився в пустелі поблизу Афродитополя. У час правління імператора Юліана Відступника погани розвалили монастир Іларіона, а його самого хотіли вбити, проте за Божою ласкою він залишився живим. Незабаром Іларіон перейшов до Сицилії, а опісля — до Дальмації (сучасна Хорватія), щоб на самоті провести решту свого життя. Там він робив різні численні чуда, зокрема під час землетрусу втихомирив морські хвилі, які могли затопити місто. Закінчив своє життя Іларіон Великий 371 року на Кіпрі.

## Джерело
- Рубрика Покуття. Календар і життя святих.[недоступне посилання з липня 2019] (дозвіл отримано 9.01.2008)